# Joal (cantante)
John Alexander Rodríguez Peñuela (n. el 10 de enero de 1988 en Fusagasugá), más conocido como JOAL, es un cantante colombiano. Comenzó entre el género popular con su primer sencillo Dueña de mi Alma.

## Comienzos
"JOAL" inicia su carrera como solista a la edad de 5 años, haciéndose partícipe de diversos eventos a nivel nacional como: Concursos, festivales, encuentros, y eventos culturales en los centros educativas de su ciudad natal Fusagasugá y otros de la región. A la edad de 9 años tuvo la oportunidad de participar en la grabación de la producción navideña "Ángeles y Querubines". Su paso por el colegio le permite crecer como persona y artista en el medio musical.

## Estudios
Sus estudios de bachillerato los realizó en su ciudad natal en el colegio instituto técnico industrial culminando en el año 2003. En el año 2004 ingresa a la Universidad Francisco José De Caldas al preparatorio de música y en el año 2005, pasa a realizar sus estudios de profesionales en música en esta misma Universidad. Se gradúa de "Maestro en Artes Musicales" como Cantante en la Universidad Francisco José De Caldas (ASAB), donde tuvo la oportunidad de cantar en diferentes espacios culturales de la capital colombiana.
En el 2013 JOAL ingresa nuevamente a la Facultad de Artes de la universidad Distrital, esta vez para realizar sus estudios de posgrado obteniendo su título de "Magister en Estudios Artísticos" en el año 2017, innovando sobre una investigación de la Educación artística en las zonas rurales de su ciudad natal Fusagasugá. Dicha Investigación permitió en primera instancia alimentar sus conocimientos no solo en el mundo del arte musical, si no en las miradas y las diferentes apreciaciones del arte en la modernidad. En la actualidad, JOAL realiza sus estudios de Doctor en Educación en la Universidad de Baja California - México.

## Discografía
Su primer producción musical corre a cargo de (RicardoTorres Producciones), director del mariachi clásico contemporáneo, titulado "dueña de mi alma", tema que fue y es aun en la actualidad un éxito en la carrera de JOAL. En el 2012 llegó a estar en las canciones más sonadas a nivel Bogotá y nivel nacional según el NATIONAL REPORT. Este tema obtuvo gran aceptación por parte del público.
Ya en el 2012, JOAL realiza el lanzamiento de un nuevo sencillo titulado ESPERO, tema del gran compositor mexicano Espinoza Paz quien junto con la banda Montez de Durango fueron nominados a grandes premios internacionales. La versión popular de este tema que realiza JOAL en Colombia, adquiere gran importancia y vuelve a ser un tema que logra grandes posiciones en diversas zonas del centro del país.
Entre el año 2014 y 2015 JOAL se vincula con la Disquera Colombiana Discos Mayo, reconocida por artistas del género popular como: Dario Dario, Giovanny Ayala, entre otros. Allí, se desarrolla el proyecto discográfico que lleva por título, JOAL - Empecemos de Nuevo, álbum que no obtuvo el reconocimiento esperado pero hizo parte de una gran experiencia en la carrera artística de JOAL, ya que en dicho disco, se denota la versatilidad de la voz de JOAL, al interpretar diferentes estilos y géneros musicales.
En el año 2016, este gran artista se lanza a la búsqueda de una sonoridad más comercial y que cautive en gran medida a la gente del común, es así, como este año se empieza a gestar un nuevo proyecto en la vida artística de JOAL, el cual llevaría por nombre "Mas Popular que Nunca". Luego de un año de generar estrategias y alianzas JOAL lanza en el 2017 su nuevo sencillo Mejor Abrámonos, de su álbum JOAL - Más Popular que Nunca, tema que desde el primer momento impacta desde el manejo de imagen del artista que regresa con más fuerza hasta su producción sonora y visual, ya que, en la parte musical vuelve a producir con Ricardo Torres, casa productora que lo vio nacer con éxitos como Dueña de mi Alma. 
Visualmente JOAL innova en la producción, ya que realiza su vídeo en un formato exclusivo de Ultra High Definition 4k, brindando una presentación impecable en la proyección nacional de este artista del género popular y llevándolo a obtener una visualización en las redes sociales significativa con más de 60 mil visitas y el incremento de más del 70% en sus redes sociales, unificando su marca como @joalartista.
Para el año 2018 JOAL renueva su imagen empresarial con un diseño minimalista y posmoderno, de igual manera, realiza el lanzamiento de los temas musicales Te Olvidare y Llore Lo Que Tenía Que Llorar, piezas musicales que forman parte de su álbum "Mas Popular Que Nunca", piezas con un toque juvenil y popular, evocando al despecho como su tema central. Estas canciones lo llevan a recorrer nuevamente, gran parte del país.
El año 2019 fue un año de renovación para este artista, ya que, decidió darle un giro a su carrera cambiando de productor musical, visual y jefe de prensa, preparando en este año su nuevo sencillo, y promocionando su música en todos los medios nacionales e internacionales del país.
Ya para el año 2020, se cumplen 10 años de la carrera artística de JOAL, es por ello que prepara el lanzamiento del tema "Miénteme", en el primer trimestre del año, bajo la producción de FelinosProducciones, Casa de artistas como: Yeisson Jiménez, Francy, Alexis Escobar y muchos más. Tema que se proyecta nacional e internacionalmente como un éxito.

## Premios y reconocimientos
JoAl ha participado en festivales y concursos con diferentes géneros musicales como:
- Música del siglo XVI, XVII y XVIII en diferentes Idiomas (inglés, francés, alemán, portugués e etaliano)
- Música popular (española, brasilera mexicana, estadounidense, colombiana y del Caribe)

En el transcurso de su vida ha participado en concursos de diversos géneros musicales:
- “XVI Festival de la Canción Folklórica Colombiana” Colegio Liceo Femenino De Cundinamarca. Donde obtuvo el primer puesto. Categoría Infantil. Bogotá. Agosto de 1999
- “I Encuentro Salesiano de Música Colombiana” Colegio Valzalise. Donde obtuvo el segundo puesto. Categoría Infantil. Fusagasuga. Septiembre de 1999
- “II Jornada Cultural Ricaurtina” Colegio Ricaurte. Donde obtuvo el segundo puesto. Categoría Infantil. Fusagasuga. Septiembre de 2000
- “VII Festival Inter-colegiado de la Canción” Colegio Luis Carlos Galán Sarmiento. Donde obtuvo el segundo puesto “Bochica Voz De Plata” Categoría Juvenil. Pradilla 3 de agosto de 2001
- “III Jornada Cultural Ricautina” Colegio Ricaurte. Donde obtuvo el segundo puesto. Categoría Juvenil. Fusagasuga. 6 de agosto de 2006
- “XVIII Festival de la Canción Colombiana” Colegio Liceo Femenino De Cundinamarca. Donde obtuvo el segundo puesto. Categoría Juvenil. Bogotá. 3 de octubre de 2001
- “XVIII Festival Inter-colegiado de la Canción” Colegio Luis Carlos Galán Sarmiento. Donde obtuvo el primer puesto “Bochica Voz de Oro”. Categoría Juvenil. Pradilla. Julio de 2002
- “XV Festival de la Canción” Colegio Francisco José De Caldas. Donde obtuvo el primer puesto. Categoría Juvenil. Bogotá. Julio de 2002
- “I Festival Departamental De Duetos y Solistas de Música Andina Colombiana” Colegio La Presentación. Donde obtuvo el primer puesto en categoría Juvenil Solista. Fusagasuga. 4 de octubre de 2003
- “XX Festival De La Canción Colombiana” Colegio Liceo Femenino De Cundinamarca. Donde obtuvo el primer puesto. Categoría Juvenil. Bogotá. Octubre de 2003
- “I Festival de la Canción Religiosa” Iglesia Nuestra Señora De Belén. Donde fue declarado Fuera de Concurso”. Fusagasuga. 2003
- “FestiGirardot” Festival de Reinado Y Música. Donde obtuvo el primer puesto. Girardot. 2003
- “I Festival Departamental de Música Colombiana” Cootradecun. Donde obtuvo el segundo puesto. Arbeláez. 6 de  agosto de 2006
- “I Festival Emilio Sierra 2008”. Donde obtuvo el segundo puesto. Fusagasuga. 2008

## Actualidad
JOAL ha compartido tarima y escena con Dario Dario, Jhon Alex Castaño, Paola Jara, J Balvin, Jorge Celedon, Andrés Soler, Lady Yuliana, Albeiro Rincón, Giovanny Ayala, pipe bueno, alzate, calibre 50, jessi Uribe, etc. 
Trabaja alternadamente a su carrera musical en la institución educativa municipal campestre nuevo horizonte como docente de artística y en la Universidad de Cundinamarca como Director de canto y del grupo musical de aquella institución.
En el 2017 con su producción discográfica MAS POPULAR QUE NUNCA de la mano de la empresa ONEGROUP MUSIC, encargados de manejar toda su parte promociona y de imagen en el país se destaca su imagen visual, realizando presentaciones en los canales nacionales e internacionales.
En el 2018 promociona los éxitos "llore lo que tenía que llorar" y "Te Olvidare", temas que lograron posicionarlo como artista del talento K de una de las estaciones radiales más grandes del país como La Kalle de Blu Radio y Caracol. Este vínculo lo ha llevado a compartir escena con artistas de talla internacional como Calibre 50, los chiches del vallenato, Johnny Rivera, Jessi Uribe, Paola Jara, entre otros.
El 2019 fue un año de grandes logros al ser partícipe de la Producción "Amar y Vivir" de Foxtelevision junto a la Emisora la Kalle, y actores como; Yuri Vargas, Carlos Torres etc. De igual manera, para este año, Joal preparó su nueva producción de la mano de FELINOSPRODUCCIONES, casa de artistas como Pipe Bueno, Francy, Alexis Escobar, Alan Ramírez, y de éxitos como Aventurero de Yeisson Jimenez.

## Discografía
- 1997: Ángeles y Querubines
- 2010: Concierto en vivo Musica Folklorica - Músicos filarmonica de Bogotá "Museo Nacional"
- 2010: Dueña de mi Alma (Sencillo)
- 2012: Espero (Sencillo)
- 2015: Empecemos de Nuevo
- 2017: Mas Popular que Nuca - Mejor Abrámonos
- 2018: Más Popular Que Nunca - Te Olvidare & Llore Lo Que Tenía Que Llorar
- 2020: Miénteme (Sencillo)